# Robert Adams Paterson
Robert Adams Paterson (ur. ok. 1829, zm. kwiecień 1904) – duchowny i odkrywca pochodzenia szkocko-angielskiego, który wynalazł piłkę golfową wykonaną z gutaperki.